# رابرت فرگوسن
رابرت فرگوسن (انگلیسی: Robert Ferguson؛ 1886 – ۱۹۶۲ (۷۵−۷۶ سال)) بازیکن فوتبال اهل بریتانیا بود.
از باشگاه‌هایی که در آن بازی کرده‌است می‌توان به باشگاه فوتبال لیورپول اشاره کرد.